# Diálisis peritoneal

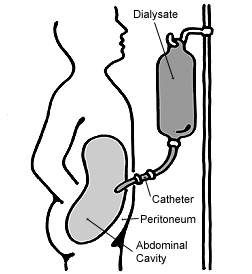
Diálisis peritoneal.

La diálisis peritoneal (DP) es un procedimiento que permite depurar líquidos y electrolitos en pacientes que sufren insuficiencia renal. La diálisis peritoneal utiliza una membrana natural —el peritoneo— como filtro. El fluido de diálisis se introduce en la cavidad peritoneal a través de un catéter de diálisis peritoneal que se coloca mediante una cirugía menor a través de la pared de su abdomen hasta la cavidad peritoneal. Parte de este catéter, permanece fuera del abdomen y se le nombra Línea de Transferencia y es su acceso permanente para la diálisis peritoneal. De esta forma puede conectarse a las bolsas de solución de diálisis. El catéter queda oculto bajo la ropa. El catéter instalado se conoce como catéter de diálisis, pero su nombre es catéter de Tenckhoff en honor del médico que describió este sistema de diálisis.
La diálisis peritoneal elimina sustancias orgánicas, productos de metabolismo, cuando los riñones no funcionan adecuadamente, elimina sustancias tóxicas del organismo, al igual que excedentes de líquidos endógenos, los cuales se excretarían por los riñones si funcionaran adecuadamente, ayuda a corregir desequilibrios electrolíticos al igual que a disminuir el edema.
Mientras el líquido está en la cavidad peritoneal, se produce la diálisis: el exceso de líquidos y los productos de desecho pasan desde la sangre, a través de la membrana peritoneal, al fluido de diálisis.
La solución se cambia periódicamente y a este proceso se le llama "intercambio". Existen dos modalidades de diálisis peritoneal (Diálisis Peritoneal Ambulatoria Continua y Diálisis Peritoneal Automatizada).
Al realizar la diálisis peritoneal, en cualquiera de sus modalidades, es importante hacer los intercambios en un área limpia y libre de corriente de aire, ya que existe un riesgo de infección. La peritonitis es la complicación seria más común. Las infecciones del sitio de salida del catéter o el "túnel" (trayectoria del peritoneo al sitio de salida) son menos serias, pero más frecuentes.

## Tipos de diálisis peritoneal
Hay tres tipos de diálisis peritoneal.
- La diálisis peritoneal ambulatoria continua (DPAC), se denomina continua porque siempre hay líquido en el peritoneo y ambulatoria porque el paciente la hace en su casa. Se realiza manualmente y después de finalizado el intercambio el sistema de bolsas es desechado. La mayoría de los pacientes en esta modalidad necesitan realizar 3 o 4 intercambios diarios. Consta de tres fases:
  - Drenaje del líquido requiere entre 20 a 30 minutos.
  - Infusión de la nueva solución entre 10 minutos y 15 minutos, dependiendo la permeabilidad del catéter.
  - Permanencia que es el tiempo que permanece la solución de diálisis dentro de la cavidad, hasta el siguiente cambio.

El aprendizaje requiere entre una y dos semanas.
El tratamiento se realiza sin salir de casa, es flexible y puede ajustarse a distintas necesidades y horarios.
- La diálisis peritoneal automatizada (DPA), también conocida como diálisis peritoneal de ciclo continuo (DPCC), se realiza en casa, por la noche, mientras se duerme. Una máquina controla el tiempo para efectuar los intercambios necesarios, drena la solución utilizada e introduce la nueva solución de diálisis en la cavidad peritoneal. Cuando llega el momento de acostarse, sólo hay que encender la máquina y conectar el catéter al equipo de líneas. La máquina efectuará los intercambios durante 8 o 9 horas, mientras se está durmiendo. Por la mañana, el paciente sólo tendrá que desconectarse de la máquina. Las máquinas de Diálisis Peritoneal Automatizada son seguras, se manejan fácilmente y pueden utilizarse en cualquier lugar donde haya electricidad. Es una opción de tratamiento ideal para personas activas laboralmente, para niños en edad escolar y para aquellas personas que necesiten ayuda para dializarse.

- La diálisis peritoneal intermitente (DPI) este tipo de diálisis se realiza en área hospitalaria, en pacientes de recién diagnóstico y que requieren una diálisis de urgencia, de primera instancia se coloca un catéter rígido y se realizan 30 baños, dejándolos en cavidad por 30 minutos cada uno. También se les realiza a los pacientes que no tienen las condiciones adecuadas para realizarse la DPCA.

Todos estos tipo de diálisis peritoneal utilizan el catéter de Tenckhoff.
- Tipos de concentración de la bolsa de diálisis en México se utilizan 3 tipos de concentraciones de líquido de diálisis al 1,5 % (contiene 1,5 g de glucosa por cada 100 ml), al 2,5 % (contiene 2,5 g de glucosa por 100 ml) y al 4,25 % (contiene 4,25 g de glucosa por 100 ml) la que las diferencia una de otra es la cantidad de glucosa que cada una tiene, y la función de esta es ultra filtrar más, entre mayor cantidad de glucosa, se extrae más líquido del paciente, por ser soluciones hipertónicas y disminuir el edema que se puede presentar en estos pacientes.

## Ventajas y desventajas de la diálisis peritoneal

### Ventajas
- Puede hacerse en casa.
- Requiere de higiene extrema para evitar contaminación del catéter.
- Relativamente fácil de aprender.
- Fácil para viajar, las bolsas de solución son fáciles de llevar en vacaciones.
- El balance de fluido es normalmente más fácil que en hemodiálisis.
- Por ser continua o efectuarse al menos durante muchas más horas que la hemodiálisis, no requiere tantas limitaciones dietéticas como la hemodiálisis, en la que hay que mantener restricciones hasta la siguiente sesión (dos o tres días después).
- Teóricamente mejor para comenzar con diálisis, debido a que la salida nativa de la orina se mantiene por más tiempo que en hemodiálisis.
- Es más barata que la hemodiálisis, no sólo por su propio precio, sino porque además no requiere desplazamientos al hospital, la anemia se controla mejor con menores dosis de eritropoyetina, y el paciente puede trabajar con menores limitaciones que estando sometido a hemodiálisis.

### Desventajas
- Requiere un grado de motivación y de atención a la limpieza extrema mientras se realizan los intercambios.
- En pacientes de edad avanzada, o con limitaciones visuales y/o físicas se necesita una red de apoyo familiar, debido a que en ellos no es posible el autocuidado.
- Hay complicaciones (ver abajo).

## Efectos secundarios y complicaciones
La diálisis peritoneal requiere el acceso al peritoneo. Debido a que este acceso rompe las barreras normales de la piel, y puesto que la gente con fallo renal generalmente tiene un sistema inmune levemente deprimido, las infecciones son relativamente comunes. El líquido de DP contiene glucosa, por lo que si no se cuida la limpieza de la técnica, puede favorecer el crecimiento de gérmenes. La frecuencia de infección de líquido peritoneal en las Unidades de DP que cuentan con experiencia es de una infección por paciente cada dos o tres años. Las infecciones pueden ser localizadas, como en el sitio de salida del catéter o en la zona del túnel bajo la piel, donde la infección está limitada a la piel o al tejido fino suave alrededor del catéter; o pueden ser potencialmente más severas, si la infección alcanza el peritoneo. En este caso es llamada peritonitis PD, que puede requerir antibióticos y cuidado de soporte (generalmente no requiere ingreso hospitalario) o, si la peritonitis es severa, retiro o sustitución del catéter y un cambio de la modalidad de la terapia de reemplazo renal a hemodiálisis. Muy excepcionalmente, la peritonitis severa puede ser una amenaza para la vida.
La diálisis peritoneal a largo plazo puede provocar cambios en la membrana peritoneal, causando que no actúe más como membrana de diálisis tan bien como antes. Esta pérdida de función puede manifestarse como una pérdida de capacidad para la diálisis, o un intercambio de fluido más pobre (también conocido como falla de ultrafiltración). La pérdida de función de la membrana peritoneal puede aconsejar cambios de técnica como paso de CAPD (manual) a técnicas automatizadas como DPCC [diálisis peritoneal de ciclo continuo] (ver arriba Tipos de DP), o incluso paso a hemodiálisis.
Otras complicaciones que pueden ocurrir son escapes de fluidos en el tejido suave circundante, a menudo el escroto en varones. Las hernias son otro problema que puede ocurrir debido a la carga del líquido abdominal. Estos a menudo requieren reparación antes de que sea recomendada la diálisis peritoneal.

## Descripción paso a paso de la diálisis peritoneal (un intercambio DPAC)
1. Las fuentes y los materiales necesarios para un intercambio se recolectan en un lugar limpio. Entre éstos, es notable la bolsa de líquido (también llamada solución de diálisis), una solución que consta de una cantidad conocida de glucosa disuelta en agua. La fuerza de esta solución determina el gradiente osmótico, y por lo tanto la cantidad de agua que será retirada de la circulación sanguínea. Las concentraciones comunes de glucosa son 0,5 %, 1,5 %, 2,5 % y 4,2 5%. La de 1,5 % es aproximadamente un líquido neutral; ni agrega ni quita líquido al cuerpo y es usada para los pacientes interesados sobre todo en a la eliminación de desechos más que en la regulación de fluidos. Concentraciones más altas conducen a mayor retiro de agua. Una concentración más alta de dextrosa mueve más líquido y más desechos en la cavidad abdominal, aumentando tanto el intercambio temprano como la eficacia del intercambio. Finalmente, sin embargo, el cuerpo absorbe la dextrosa de la solución. A medida que la concentración de dextrosa en el cuerpo se hace más cercana a la de la solución, la diálisis llega a ser menos efectiva, y el líquido es absorbido lentamente desde la cavidad abdominal. Los electrolitos también están presentes en el líquido para mantener los niveles apropiados del cuerpo. Los pacientes se pesan, y miden la temperatura y la presión arterial diariamente para determinar si el cuerpo está reteniendo líquido y así saber qué fuerza de líquido usar. El líquido de diálisis típicamente viene premezclado en un aparato de bolso y tubo desechable; no se necesita equipo adicional. El aparato consiste en dos bolsos, uno vacío y uno con el líquido, conectados vía un tubo flexible con un empalme en forma de Y. El bolso se calienta a la temperatura del cuerpo, para evitar causar calambres. Se utiliza calor seco. Los métodos comunes incluyen calentarlas a través de un termostato que suministra el laboratorio y que tiene una temperatura entre 35 y 40 °C continuamente o una almohadilla eléctrica.
2. El paciente, quien realiza el procedimiento entero por sí mismo, se pone una máscara quirúrgica desechable, se lava las manos con jabón antibacteriano, e introduce una toalla limpia en el cinturón de sus pantalones para proteger su ropa. El bolso del líquido de diálisis se saca del empaquetado protector, y se cuelga de un soporte intravenoso o de otro lugar elevado. Se desenrolla el tubo unido al bolso del líquido, y el segundo bolso (vacío) se coloca en el suelo. El conector en forma de Y se une a la extremidad del catéter; una tapa protectora se debe quitar de ambos lados antes de hacer la conexión, y no se permite que las dos porciones del conector toquen nada para evitar una posible contaminación.
3. Una vez conectado con el sistema, el paciente afianza con una abrazadera el tubo conectado al bolso lleno de líquido de diálisis y después abre la válvula situada en la extremidad de su catéter; esto permite que el líquido fluya hacia adentro o hacia afuera de la cavidad peritoneal. Debido a que el bolso lleno de líquido tiene la abrazadera y el bolso vacío no, el efluente, (usualmente líquido de diálisis), fluye desde dentro del peritoneo y puede drenar por el catéter al bolso más bajo de desperdicios. Vaciar el abdomen de líquido toma aproximadamente quince minutos, y el paciente puede realizar tareas como leer, ver la televisión y navegar por Internet.
4. Cuando el abdomen ha sido drenado, la bolsa inferior se cierra con la abrazadera. También se cierra la válvula del catéter. Entonces se quita la abrazadera del tubo superior, permitiendo que el líquido de diálisis drene. La abrazadera del bolso de drenado se abre brevemente y se drena un poco de líquido directamente del bolso superior al bolso de abajo. Esto despeja la línea de aire y otras impurezas. Entonces la línea de drenaje se afianza con la abrazadera y se abre la válvula en el extremo del catéter. Esto permite que el líquido entre en el peritoneo. Llenar el abdomen de líquido fresco toma cerca de quince minutos, y el paciente goza de las mismas libertades que cuando estaba drenando.
5. Una vez que el contenido de la bolsa de líquido (una cantidad que varía basado sobre todo en el tamaño de cuerpo, de entre 1,5 a 3 L) se ha introducido en el abdomen, entonces el paciente se limpia sus manos otra vez (típicamente con un limpiador antiséptico a base de alcohol) y se pone la máscara quirúrgica. El conector en Y es separado del extremo del catéter y una tapa protectora se coloca al final del catéter.
6. El efluente es examinado después de completar un intercambio de diálisis; un efluente nublado indica una probable infección peritoneal. El efluente se drena en un baño, y los distintos materiales de diálisis se tiran a la basura normal.

## Cuidados del catéter
El catéter para diálisis peritoneal es un pequeño tubo de silicona que se introduce en la cavidad peritoneal por medio de una cirugía, el lugar por donde sale el catéter se llama sitio de salida. Es normal que al poco tiempo de haberse instalado, exista un ligero sangrado o líquido transparente en el sitio de salida, alrededor del catéter, este líquido debe desaparecer entre una y dos semanas, conforme cicatriza el sitio de salida. Para que no existan complicaciones infecciosas a largo plazo, se requiere del cuidado postoperatorio temprano, que tiene como finalidad, evitar el crecimiento de bacterias en la herida quirúrgica y en el sitio de salida.
Estos cuidados incluyen:
- Baño diario, sin mojar el sitio de salida, ni la herida quirúrgica.
- Inmovilizar el catéter, para evitar jalar o torcer; pues esto favorece que se lastime el sitio de salida y se infecte posteriormente.
- Mantener seco el sitio de salida y herida quirúrgica, no se deben mojar por lo menos 10 días después de la colocación.
- Cambiar apósitos diariamente, esto debe realizarse por parte del personal especializado o familiar capacitado, utilizando guantes, cubrebocas y técnica estéril.
- Nunca levante o retire las costras que llegaran a formarse en el sitio de salida.
- No utilizar sustancias químicas para la limpieza del catéter o del sitio de salida, tales como alcohol, sustancias cloradas, Isodine, o pomadas, ya que podrían dañar el catéter y sufrir una infección en el peritoneo.
- No debe bañarse en tina, ni utilizar jacuzzis, hay demasiados gérmenes que pueden ocasionar infecciones.
- No debe colocar el cinturón sobre el sitio de salida.
- Nunca use tijeras en ninguna parte cercana al catéter.